# Azuré de la vesce
Neolysandra coelestina
Espèce
L’Azuré de la vesce (Neolysandra coelestina) est une espèce de lépidoptères de la famille des Lycaenidae et de la sous-famille des Polyommatinae.

## Systématique
L’espèce Neolysandra coelestina a été décrite par le naturaliste allemand Eduard Friedrich von Eversmann en 1843, sous le nom initial de Lycaena coelestina. Elle est parfois citée sous les noms de Polyommatus coelestinus ou Agrodiaetus coelestina.

### Sous-espèces
Plusieurs sous-espèces ont été décrites :
- Neolysandra coelestina coelestina (Eversmann, 1843) — Grèce, Sud-Ouest de la Sibérie.
- Neolysandra coelestina alticola (Christoph, 1886) — Arménie, Caucase, Asie Mineure, Kurdistan.
- Neolysandra coelestina iranica (Pfeiffer, 1938) — Nord de l'Iran.
- Neolysandra coelestina saadii Eckweiler & Schurian, 1980 — Iran.

## Noms vernaculaires
- En français : l'Azuré de la vesce[3].
- En anglais : Pontic Blue[4].

## Description
L'imago de l'Azuré de la vesce est un petit papillon qui présente un dimorphisme sexuel : le dessus du mâle est d'un bleu intense bordé de brun, tandis que celui de la femelle est brun avec une courte série de taches submarginales orange aux ailes postérieures.
Le revers est gris ou ocre clair, plus ou moins suffusé de bleu à l'aile postérieure, orné d'une série de points noirs postdiscaux cerclés de blanc et, chez la femelle, d'une série de lunules submarginales orange aux ailes postérieures.

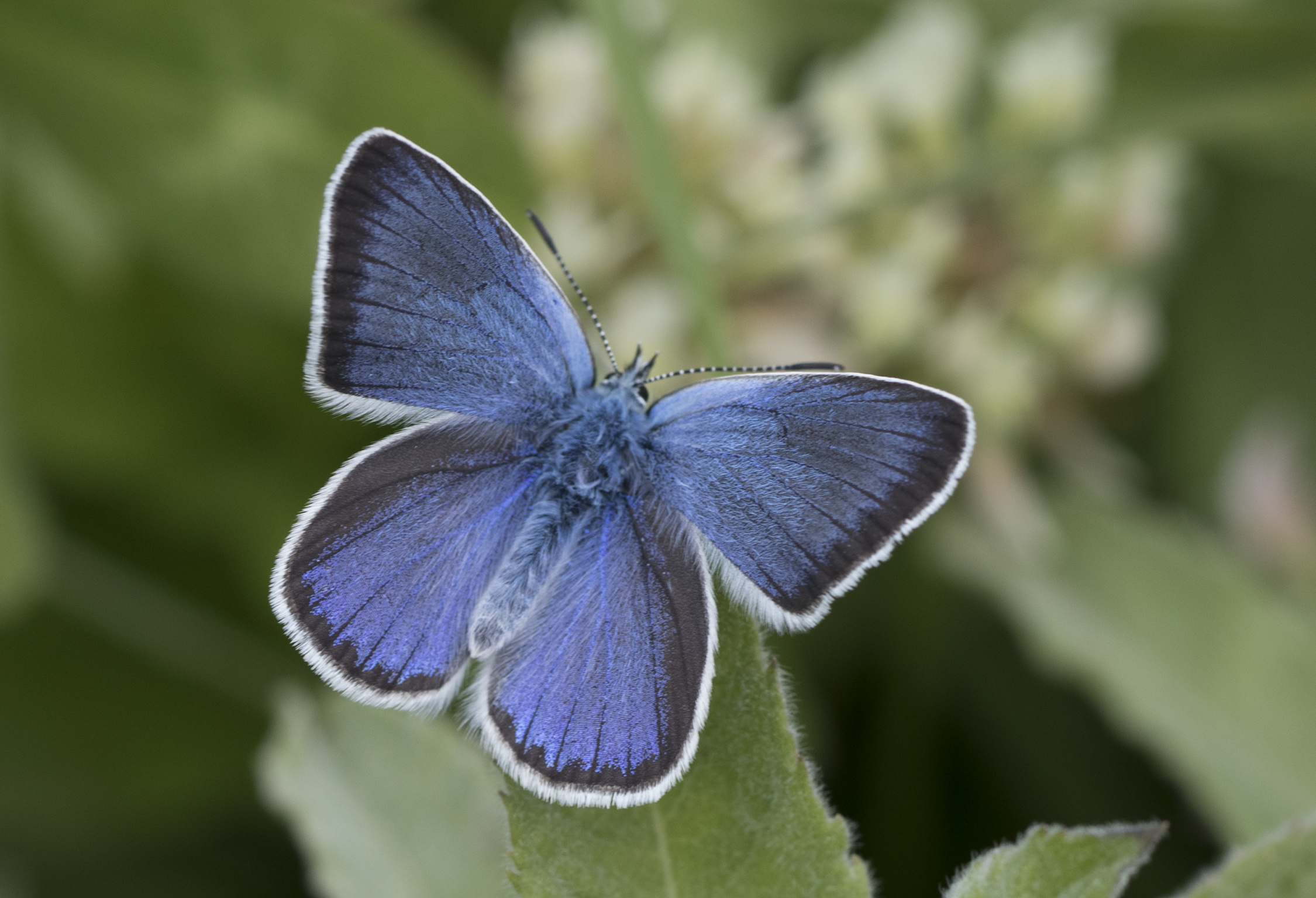
Mâle.
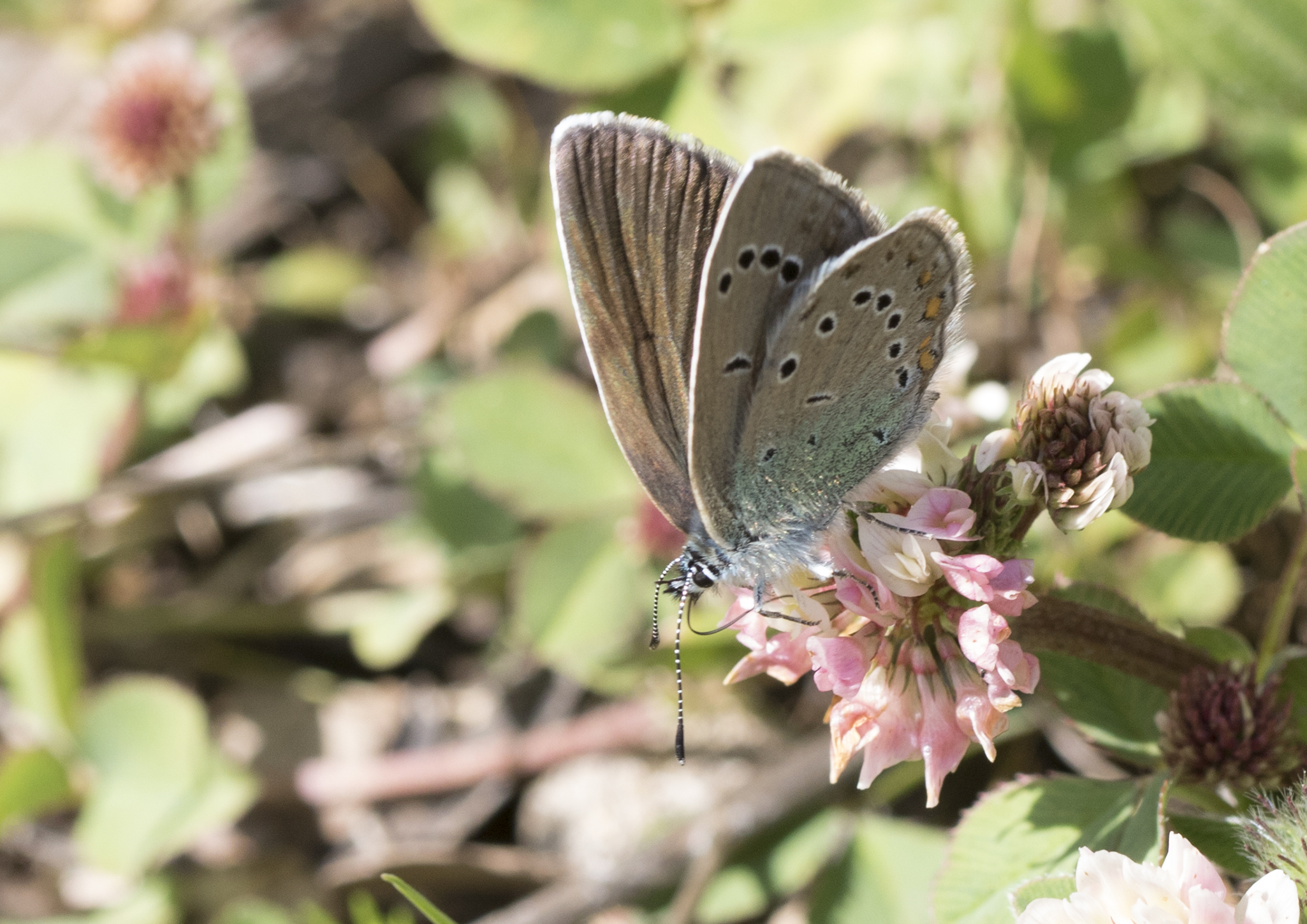
Femelle.

## Biologie

### Phénologie
Il vole en une génération, de fin mai à mi-juin.

### Plantes-hôtes
Sa plante-hôte en Europe est une vesce : Vicia cracca stenophylla.

## Distribution et biotopes
L'espèce est présente en Grèce, en Turquie, en Asie Mineure, au Kurdistan, en Arménie, dans le Caucase, dans le Sud-Ouest de la Sibérie et dans le Sud de l'Oural,.
Son habitat est constitué de clairières à basse altitude et de lieux abrités à haute altitude, sur sol calcaire.

## Protection
Pas de statut de protection particulier[réf. souhaitée].